# Папа Бонифације I
Папа Бонифације I (лат. Bonifatius I; Рим - Рим, 5. септембар 422) је био 42. папа од 29. децембра 418. до 4. септембра 422.